# Scantraxx

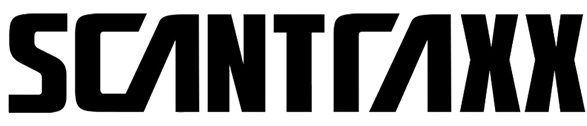
Logo von Scantraxx

Scantraxx Recordz ist ein niederländisches Plattenlabel, dass sich auf Hardstyle spezialisiert hat, und in Kooperation mit Q-Dance bei der Organisation von Festivals wie Qlimax oder Defqon.1 involviert ist. Das Label wurde 2002 von dem Musikproduzenten Dov Elkabas, besser bekannt unter seinem Künstlernamen The Prophet, gegründet.

## S.W.A.T
Zwischen November 2007 und April 2008 organisierte das Label eine Veranstaltungsreihe unter dem Namen S.W.A.T (Scantraxx World Artist Tour) in Europa und Australien. Diese Veranstaltungen wurden in den Jahren 2009 und 2010 wiederholt, diesmal fanden sie nur in Europa statt.

## Sublabels

### Aktiv
- Scantraxx BLACK (Sublabel für Rawstyle)
- Scantraxx CARBON (Rawstyle-Talente)[3]
- Scantraxx Evolutionz (Sublabel von D-Block & S-te-Fan)
- Scantraxx Global (für Newcomer von außerhalb Europas)
- Scantraxx Silver (Talente)
- Scantraxx Special (meist für Alben genutzt)
- Scantraxx Prospexx (Newcomer)

### Inaktiv
- A² Records (Sublabel der Alpha², ersetzt durch Scantraxx BLACK)
- Gold Records (ehemals TiLLT Gold; Sublabel von Max Enforcer)
- M!D!FY (Sublabel von Brennan Heart; gleiches gilt für M!D!FY Digital)
- Paint It Black
- Scantraxx Italy (Sublabel von Davide Sonar)
- Scantraxx Reloaded (Sublabel von Headhunterz)
- ScantraXXL
- Squaretraxx (Sublabel von Ruthless)
- Unleashed Records (Sublabel von Digital Punk)
- X-Bone und X-Raw (ersetzt durch Scantraxx Prospexx)

## Künstler

### Aktuell

#### Scantraxx
- Adrenalize
- Demi Kanon
- Devin Wild
- DJ Isaac
- Keltek
- Rebelion
- The Prophet

#### Scantraxx BLACK
- D-Attack
- Deetox
- Imperatorz
- Imperial
- Kronos
- RVAGE

Scantraxx CARBON
- BENGR
- Crossfight
- Deluzion
- Level One
- Nightcraft
- Refract
- REVIVE
- Spectre
- The Straikerz

#### Scantraxx Evolutionz
- D-Block & S-Te-Fan
- Ghost Stories (alias von D-Block & S-te-Fan)

#### Scantraxx Global
- Arioze
- Lady Faith

#### Scantraxx Silver
- Broken Element
- D-Charged
- Deluzion
- ElementD
- Enemy Contact
- Envine
- Hypnose
- Neolite
- Nick Novity
- Proto Bytez
- Retrospect
- Scabtik
- Shockwave
- Solstice
- Stormerz

#### Scantraxx Prospexx
- Beatfreak
- Bright Visions
- Chavo
- Dinamo
- Divinez
- Dvastate
- Eternate
- Faye
- Insurge
- JGSW
- Luca Testa
- LYNX
- Mystical Mind
- Phaselock
- Phyric
- Rascal
- RWND
- Salvation